# Akşehir
Akşehir (anticamente Filomelio) è una città della Turchia, centro dell'omonimo distretto della provincia di Konya.
La città è situata ai margini di una pianura fertile, sul lato nord delle Sultan Dağları (Montagne del Sultano), a 135 km da Konya.

## Toponimo
Il nome Akşehir significa letteralmente  "città bianca" . È composta da due parole turche: ak, "bianco", e şehir, "città". La parola şehir deriva dal Persiano شهر shahr, "città".

## Storia
Le prime tracce di insediamenti e abitazioni, trovate a Akşehir, risalgono al neolitico. 
Akşehir si chiamava Philomelium (in greco Philomélion?, Φιλομήλιο; in latino: Philomelium).
Philomelium fu probabilmente fondata dai Pergameniani sulla grande strada greco-romana che da Efeso prosegue a est, e ai suoi concittadini, lo Smyrniotes ha scritto la lettera che descrive il martirio di Policarpo.
Cicerone, nella sua vita in Cilicia, ha datato da qui alcune delle sue lettere.
Il luogo ha giocato una parte considerevole nelle guerre di frontiera tra gli imperatori Bizantini e il sultanato di Rum.
Nel 1116, durante la terza crociata, Akşehir è il teatro della battaglia di Philomélion. Si fronteggiarono le truppe dell'imperatore Bizantino Alessio I Comneno contro quelle del Sultano selgiouchide di Rum Malik Chah I. Il trattato di pace seguente alla battaglia è vantaggioso per i Bizantini.
Divenne un'importante città dei Selgiuchidi e verso la fine del XIV secolo passò nelle mani ottomane. 
È detto da Ali di Yezd che Bayezid I dell'Impero ottomano sia morto qui dopo la sua sconfitta alla Battaglia di Ankara.